# Појени (Хунедоара)
Појени (рум. Poieni) насеље је у Румунији у округу Хунедоара у општини Денсуш. Oпштина се налази на надморској висини од 488 m.

## Становништво
Према подацима из 2002. године у насељу је живело 110 становника, од којих су сви румунске националности.